# 无线数据报协议
无线数据报协议（Wireless Datagram Protocol，缩写WDP）定义了信息从接收者到发送者的移动，并类似互联网协议套件中的用户数据报协议（UDP）。
无线数据报协议（WDP）是无线应用协议（WAP）架构中的一个协议，覆盖了互联网模型中的传输层协议。作为一个通用传输服务，WDP向上层提供一个独立于所用的底层网络技术的透明接口。由于通用的传输协议接口，WAP架构的上层协议可以独立于底层的无线网络而操作。通过仅由传输层处理物理网络相关问题，可以使用调制网关获得全球互操作性。